# Acmaeoderopsis rockefelleri
Acmaeoderopsis rockefelleri är en skalbaggsart som först beskrevs av Mont A. Cazier 1951.  Acmaeoderopsis rockefelleri ingår i släktet Acmaeoderopsis och familjen praktbaggar. Inga underarter finns listade i Catalogue of Life.